# Cristina da Saxónia
Cristina da Saxónia (25 de dezembro de 1505 - 15 de abril de 1549) foi uma nobre alemã, condessa de Hesse e regente deste território entre 1547 e 1549.

## Biografia
Cristina era filha do duque Jorge da Saxônia, "o barbudo" e da princesa Bárbara da Polónia. Os seus avós paternos eram o duque Alberto da Saxónia e a princesa Sidónia da Boémia. Os seus avós maternos eram o rei Casimiro IV da Polónia e a arquiduquesa Isabel da Áustria.
A 11 de dezembro de 1523, Cristina casou-se em Cassel com o conde Filipe I de Hesse, chamado de "o magnânimo". Tiveram dez filhos. O casamento foi arranjado para criar uma aliança entre Hesse e a Saxónia, mas foi infeliz. Filipe afirmou que sentia nojo da sua esposa e que apenas partilhava a cama com ela por dever conjugal.
Quando ainda estava casado com Cristina, Filipe cometeu bigamia ao casar-se com Margarete de Saale, de quem teve mais nove filhos. Em 1540, Cristina deu o seu consentimento para que o marido cometesse bigamia com a sua amante devido ao dever que tinha para com ele como seu soberano. Apesar de tudo Margarete nunca foi vista na corte. Quando Filipe foi preso pelo imperador do Sacro Império Romano-Germânico, Cristina foi regente de Hesse juntamente com o seu filho entre 1547-49. Filipe não permitiu que Cristina fosse regente após a sua morte  temendo que ela fosse prejudicar a sua outra esposa e filhos.

## Descendência
1. Inês de Hesse (31 de maio de 1527 – 4 de novembro de 1555), casada primeiro com o príncipe-eleitor Maurício da Saxónia; com descendência. Casada depois com o duque João Frederico II da Saxónia; sem descendência.
2. Ana de Hesse (26 de outubro de 1529 – 10 de julho de 1591), casada com o conde palatino Wolfgang de Zweibrücken; com descendência.
3. Guilherme IV de Hesse-Cassel (24 de junho de 1532 – 25 de agosto de 1592), casado com a duquesa Sabina de Württemberg; com descendência.
4. Filipe Luís de Hesse (1534-1535), morreu novo.
5. Bárbara de Hesse (8 de abril de 1536 – 8 de junho de 1597), casada primeiro com o duque Jorge I de Württemberg-Mömpelgard; com descendência. Casada depois com o conde Daniel de Waldeck; sem descendência.
6. Luís IV de Hesse-Marburgo (27 de maio de 1537 – 9 de outubro de 1604), casado primeiro com a duquesa Edviges de Württemberg; sem descendência. Casado depois com Maria de Mansfeld; sem descendência.
7. Isabel de Hesse (13 de fevereiro de 1539 – 14 de março de 1582), casada com Luís VI, Eleitor Palatino; com descendência.
8. Filipe II de Hesse-Rheinfels (22 de abril de 1541 – 20 de novembro de 1583), casada com a princesa Ana Isabel do Palatinado-Simmern; sem descendência.
9. Cristina de Hesse (29 de Junho de 1543 – 13 de maio de 1604), casada com o duque Adolfo de Holstein-Gottorp; com descendência.
10. Jorge I de Hesse-Darmstadt (10 de setembro de 1547 – 7 de fevereiro de 1596), casado primeiro com a duquesa Madalena de Lippe; com descendência. Casado depois com a duquesa Leonor de Württemberg; sem descendência.

## Genealogia
| Cristina da Saxónia | Pai: Jorge da Saxônia   | Avô paterno: Alberto III da Saxónia | Bisavô paterno: Frederico II da Saxónia |
| Cristina da Saxónia | Pai: Jorge da Saxônia   | Avô paterno: Alberto III da Saxónia | Bisavó paterna: Margarida da Áustria    |
| Cristina da Saxónia | Pai: Jorge da Saxônia   | Avó paterna: Sidónia da Boémia      | Bisavô paterno: Jorge de Poděbrady      |
| Cristina da Saxónia | Pai: Jorge da Saxônia   | Avó paterna: Sidónia da Boémia      | Bisavó paterna: Cunegundes de Sternberg |
| Cristina da Saxónia | Mãe: Bárbara da Polónia | Avô materno: Casimiro IV da Polónia | Bisavô materno: Ladislau II da Polónia  |
| Cristina da Saxónia | Mãe: Bárbara da Polónia | Avô materno: Casimiro IV da Polónia | Bisavó materna: Sofia de Halshany       |
| Cristina da Saxónia | Mãe: Bárbara da Polónia | Avó materna: Isabel da Áustria      | Bisavô materno: Alberto II da Germânia  |
| Cristina da Saxónia | Mãe: Bárbara da Polónia | Avó materna: Isabel da Áustria      | Bisavó materna: Isabel do Luxemburgo    |